# AVG Technologies
La AVG Technologies (precedentemente Grisoft) è una compagnia ceca formata nel 1991 da Jan Gritzbach e Tomas Hofer, specializzata in software di sicurezza informatica.
AVG compete nell'industria degli Antivirus contro Avira, F-Secure, Frisk, Kaspersky, McAfee, Panda Security, Sophos e Symantec tra gli altri.
Nel 2016 l'azienda è stata rilevata da AVAST Software per 1,3 miliardi di dollari.

## Storia
Nel 2001 Jan Gritzbach decise di vendere la Grisoft alla Benson Oak Capital Acquisitions. Quattro anni dopo, Benson Oak vendette il 65% delle quote all'Intel Capital e all'Enterprise Investors per 52 milioni di dollari.
Il 19 aprile 2006, Grisoft acquisì la tedesca Ewido Networks, una casa produttrice di antispyware, incorporando le sue caratteristiche nelle nuove versioni del software AVG.
Il 6 novembre 2006, la Microsoft Corporation annunciò che i prodotti AVG sarebbero stati avviabili direttamente dal Centro Sicurezza PC di Windows Vista. Dal 7 giugno 2006, il software AVG è stato usato anche come componente opzionale di GFI MailSecurity, prodotto da GFI Software.
Il 5 dicembre 2007, Grisoft annunciò l'acquisizione di Exploit Prevention Labs, sviluppatori della tecnologia di navigazione sicura LinkScanner.
Nel febbraio del 2008, Grisoft venne ufficialmente rinominata AVG Technologies. Il cambiamento è stato pensato per aumentare il rendimento delle attività di marketing.
Nel gennaio del 2009, AVG Technologies annunciò l'acquisizione di Sana Secuirty, tuttavia ancora non ne sono state integrate le funzioni in AVG. Attualmente le tecnologie sviluppate da Sana Security sono concesse in licenza a Symantec.
Il 5 ottobre 2009, TA Associates comprò una piccola parte di AVG Technologies per più di 200 milioni di dollari.
Il 9 giugno 2010, AVG Technologies acquisì la Walling Data, una casa di distribuzione di software di sicurezza nordamericana, la quale distribuì AVG negli Stati Uniti dal 2001.
Il 10 novembre 2010, AVG Technologies acquisì la Droid Secuirty di Tel Aviv, una compagnia specializzata in sicurezza di dispositivi mobili Android. Successivamente, Droid Security divenne completamente parte di AVG, mentre l'amministratore delegato e cofondatore Eran Pfeffer, divenne il manager generale del gruppo Mobile Solutions di AVG.
Nel dicembre 2010, AVG pubblicò un aggiornamento obbligatorio alle versioni 2011 dei loro antivirus, che causò l'inoperabilità di molti computer con versioni a 64 bit di Windows Vista e 7. Venne distribuita una patch per ripristinare i sistemi colpiti.
Il 6 luglio 2012 AVG Technologies acquisì CrossLoop, un software per la gestione di servizi su desktop remoto, in seguito chiuso il 31 gennaio 2014 a favore dei servizi di AVG CloudCare.
Il 30 settembre 2016, AVG viene acquistata da AVAST Software per 1,3 miliardi di dollari.

### Associazioni
Il 20 agosto 2010 AVG si associò con MokaFive, che offriva soluzioni di sicurezza per virtualizzazione desktop.
Il primo luglio 2010, AVG iniziò la collaborazione con Opera Software per garantire difesa contro i malware, nel browser Opera.
Esso sostituì la protezione antifrode Netcraft, antiphishing PishTank, di Haute Secure.
Nel luglio 2011, AVG iniziò a collaborare con l'israeliana Zbang per il lancio di Multimi, una applicazione gratuita per Windows e iPad, che integra e-mail, social media e contenuti multimediali in un'unica interfaccia.
AVG fornì il LinkScanner per la scansione degli URL presenti nelle e-mail, condivisi sui social network o navigando.